# 盖尔盖伊·加博尔
盖尔盖伊·加博尔（匈牙利語：Gergely Gábor，1953年6月21日—），出生于布达佩斯，匈牙利男子乒乓球运动员。他曾获得2枚世界乒乓球锦标赛金牌。